# ワルシャワ公国

ワルシャワ公国
Księstwo Warszawskie (ポーランド語)
Herzogtum Warschau (ドイツ語)
Duché de Varsovie (フランス語)

1812年時点でのワルシャワ公国

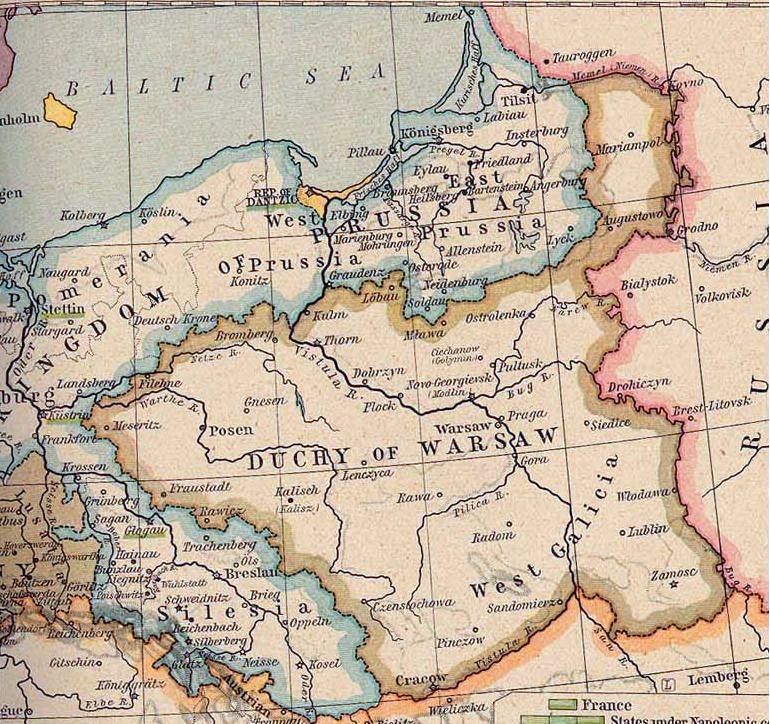
1809年以降のワルシャワ公国の地図

ワルシャワ公国（ワルシャワこうこく）は、ナポレオン・ボナパルトによって作られた公国である。1807年のティルジット条約に基づき、プロイセン王国からの領土割譲によって作られた。ナポレオンが1812年にロシア遠征に失敗した後、公国はプロイセンとロシアに占領され、1815年のウィーン会議の結果2つの国に分割された。

## 歴史

### 建国
1806年に徴兵に反対する暴動が起こった。これが大衆の支持を集めて拡大し、後にワルシャワ公国となる地域がプロイセンの支配から脱却した。そこで生まれた新政府は最初の仕事として、東プロイセンでロシア軍と戦っているフランス軍への食料供給を行った。

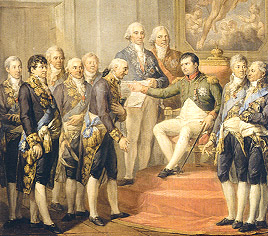
1807年公国憲法を授与するナポレオン

公式にはワルシャワ公国は、1807年にナポレオン・ボナパルトがプロイセンと結んだティルジット条約の一部の実施事項として建国された。この建国を支持したのは、ポーランドが18世紀後半に分割された後も当地に残っていた共和主義者と、ポーランドの主権を回復出来る人物はナポレオンしかいないと信じてフランスに逃れていた多くのポーランド人だった。ワルシャワ公国は衛星国として建国されたが（王国ではなく公国だった）、多くの人は、いずれはこの国の領土も状態も元に戻るだろうと期待し、また信じていた。
新たに建国（再建）された国家は、形式上は独立公国で、フランスと同盟を結び、ザクセン王国との同君連合の下に置かれた。ナポレオンに従い、ザクセン王フリードリヒ・アウグスト1世はその新しい領国を下院議会（セイム）をともなった立憲君主国とした。しかし、公国が真の独立国として発展することは許されなかった。フランスは公国を資源の産出源として扱い、フランスの国益に従ってフリードリヒ・アウグスト1世が公国を統治した。そのため、公国の事実上の最重要人物は、首都ワルシャワに拠点を置くフランス大使であった。さらに、公国としては海外で外交する手段を持っていなかった。
1809年、公国とオーストリアとの間で短い戦争が起こった。ラーシンの戦い (en) で敗北してオーストリア軍にワルシャワ入城を許したものの、その後にポーランド軍は敵の裏をかき、クラクフやルヴフ、その他ポーランド分割でオーストリアに併合された領域の多くを占領した。その結果、シェーンブルン条約では、かつてのポーランド領を取り戻すべく、南方への著しい領土拡大が認められた。

### ナポレオンのロシア遠征
1812年にポーランド人が期待していたのは、公国が王国に昇格し、ナポレオンがロシアに進撃する間にリトアニア大公国の領土が解放され、かつてポーランド・リトアニア共和国として歴史的パートナーだったポーランドと合同されることだった。ところがナポレオンは、いずれはロシアとの和平条件を決めるにせよ、それを決める前には将来にわたって何かを確定してしまうつもりはなかった。そしてナポレオンは、第2次ポーランド戦争としてロシアに宣戦布告した。
結局、その和平が実現することはなかった。ナポレオンの大陸軍（これには相当数のポーランドの派遣軍団も含まれる）はロシア帝国を跪かせる意図で出発した。しかし、彼の軍事的野心はロシア軍と厳冬の季候に阻まれて失敗し、モスクワ進軍から戻ることのできた者はほとんどいなかった。
ナポレオンがロシアで敗れた後、公国の領土の大部分はロシアによって占領され（1813年1月）、ロシアがフランスおよびドイツ諸邦へ進軍するための通路と化した。公国の残りの部分はプロイセンに占領された。公国の要塞の中には、孤立しながらも1年以上持ちこたえたものもあったが、国家としての公国は名前だけを残して終わりを迎えた。ロシア皇帝アレクサンドル1世は、ワルシャワ公国臨時最高評議会を創設し、将軍たちを通して領土を統治した。

### ウィーン会議による第4次分割

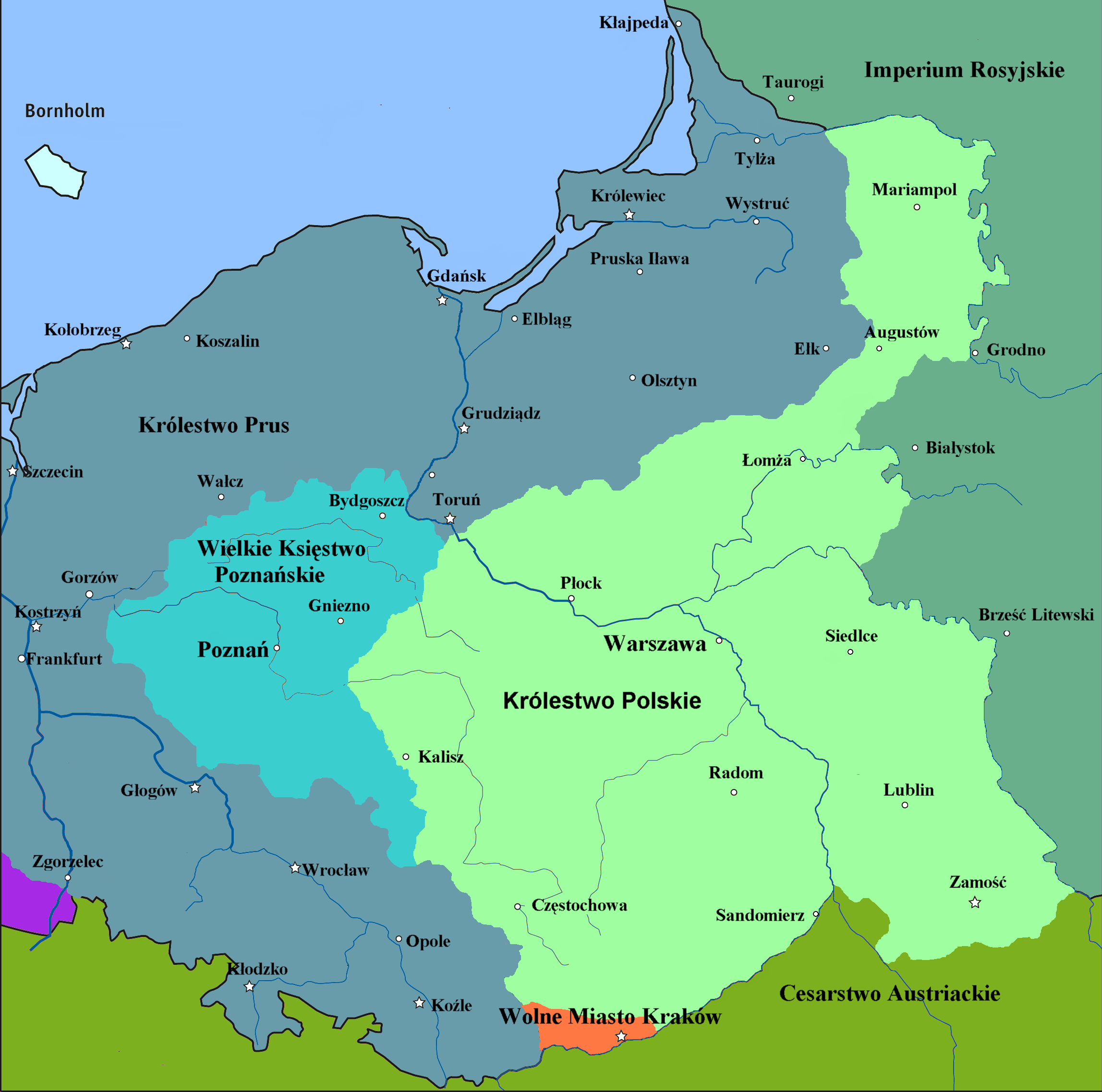
ポーランド立憲王国（黄緑）/ポズナン大公国（青緑）/クラクフ共和国（橙）

1815年にいわゆるウィーン会議が開催された。会議には多くのヨーロッパ諸国と旧支配者層が出席したものの、ほとんどの意志決定権は列強国の手中にあった。この結果、プロイセンとロシアの両国に都合良いようにポーランドは分割され、オーストリアは1772年の第1次ポーランド分割で得た領域をほぼ維持することになった。
ロシアは、以前の3度にわたる分割で得た全ての領域を維持した上、ビアウィストクと1807年に得た周辺領域も獲得した。プロイセンは、第1次分割で得た領域を再び獲得し、第2次分割で得た領域の一部も「ポズナン大公国」として再び獲得した。この領域はおよそ29,000 km2の広さである。しかしプロイセンは、1807年に失った領土をすべて回復することは諦めなければならなかった。
ワルシャワ公国の一部だったクラクフやその周辺の地域は、3カ国の保護の下、半独立のクラクフ共和国となった。これらの地域の広さは1,164km2で、88,000人の人々が住んでいた。この都市は、1846年にオーストリアによって併合された。
最終的には、かつてのワルシャワ公国の大部分にあたる約128,000km2の地域が、ロシア帝国との同君連合の下、一般的にポーランド立憲王国と呼ばれる国家として再建された。そして、事実上ロシアに併合される1831年まで、建前上は自治を維持した。

### ワルシャワ公国が遺したもの
ナポレオンがヨーロッパ大陸を制覇したときに建国され、その没落と同時に短期間で無くなった国は数多くある。ワルシャワ公国もそんな国の一つに過ぎず、歴史的には意味が少ないようにも見える。しかし、ほんの10年間ほどとはいえ、第2次と第3次ポーランド分割の後にこの公国が存在したことで、ポーランド人は分割時代の思い出を拭い去り、国民主義者たちが提唱するポーランド人国家の再建の運動につながった。ナポレオンの敗北後もポーランド人による国家は何らかの形で残ったが、その後、独裁制を増すロシアによってポーランドとしての独立体は消失した。この間を通してみると、はっきりとポーランド人の国家とわかる存在が、少なくとも四半世紀は続いたことになる。
約1世紀後、第一次世界大戦の結果としてポーランド第二共和国が建国されることになるが、当初の国境はかつてのワルシャワ公国の国境と似たものだった。

## 地理および人口統計
ティルジット条約によれば、公国の領域は大まかに、第2次および第3次ポーランド分割の領域のうちダンツィヒとビアウィストク周辺の地域を除いたものだった。ダンツィヒはフランスとザクセン王国の共同「防衛軍」の下で自由都市とされ、ビアウィストクはロシアに与えられた。プロイセンの領域は、以前のプロイセンの州のうち新東プロイセン、南プロイセン、新シュレージエン、西プロイセンとされた。加えて、新国家はノテチ川沿いの領域とヘウムノ（Chełmno）地区も与えられた。
合計すると、公国は104,000 km2ほどの当初の領域と、およそ260万人の人口を擁していた。その住民のほとんどがポーランド人である。
1809年にはオーストリアのガリツィアとザモシチおよびクラクフの領域を併合し、公国の領域はおよそ155,000 km2に大きく増加し、人口もおよそ430万人に急増した。

## 行政区分
公国はいくつかの州（departamentów）に分けられ、その州都から名づけられた。当初は以下の6州であった。
- ワルシャワ州（Departament warszawski）
- ポズナニ州（Departament poznański）
- カリシュ州（Departament kaliski）
- ブィドゴシュチュ州（Departament bydgoski）
- プウォツク州（Departament płocki）
- ウォムジャ州（Departament łomżyński）

1809年に新たに獲得した領土は、4つの州に再編された。
- クラクフ州（Departament krakowski）
- ルブリン州（Departament lubelski）
- ラドム州（Departament radomski）
- シェドルツェ州（Departament siedlecki）

## 軍事および経済

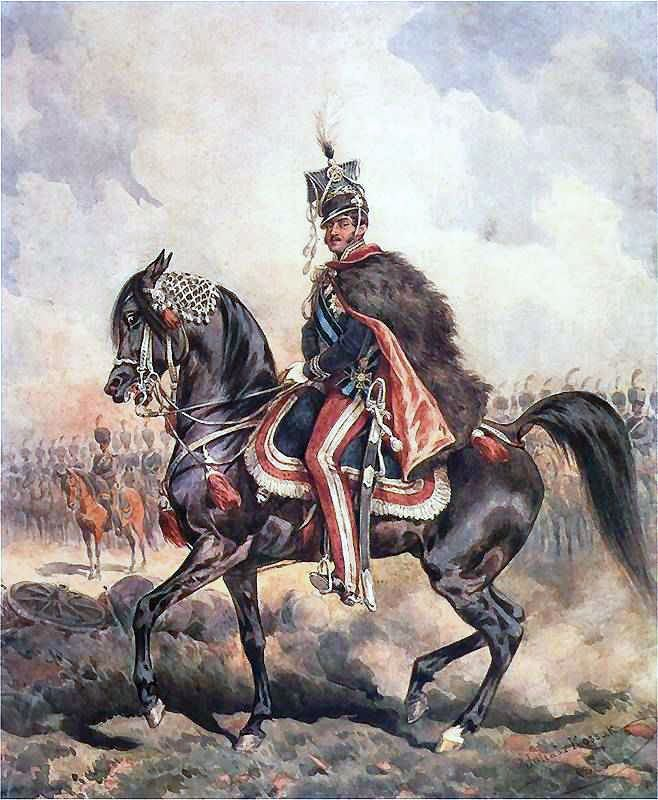
ジュリアス・コサック画、ワルシャワ公国軍総司令官、軍事大臣ユーゼフ・ポニャトフスキ

公国の軍事大臣ユゼフ・ポニャトフスキは、フランスの元帥でもあった。彼を通じて、公国軍は完全にフランスの指揮下に置かれていた。公国の人口300万人に比べると、常備軍は相当な規模であった。初めは、正規兵（騎兵と歩兵で構成）が4万5千人から成っていたが、1810年にはその数は10万人以上に増え、1812年のナポレオンのロシア遠征の際には20万人となった。強固に軍事化された公国は、ナポレオン戦争の際には、国境を接するプロイセン王国、オーストリア帝国、ロシア帝国に対する重要な拠点となった。
公国の経済は、労働力が兵力として奪われる問題と穀物が国外流出する問題の2つの大きな問題を抱えた。その上、1808年にベイヨンで開かれた公国とフランス帝国との会合において、フランスからプロイセンが借入れした債権を、公国がフランスから買い取る約束をさせられた。4300万フラン以上の債権額を2100万フランで買い取り、公国はフランスに4年以上の分割で支払った。ところが、プロイセンは公国に債務を返済できず、この損失が公国への深刻な負担となった（後世になっても、ポーランド人は大金のこと「ベイヨンの金額」と呼ぶことがある）。以上のような問題が重なった結果、インフレが発生し、過重な増税も行われることになった。
財政破綻を免れようと、政府は農業の発展と近代化に力を注いだ。また、産業を保護するために保護貿易政策がとられた。

## ワルシャワ公国かワルシャワ大公国か
ワルシャワ公国は、今日ではよく「ワルシャワ大公国」と紹介される。しかし、公国を建国したフランス帝国の母語であり、当時の外交で標準語だったフランス語では、大公国と呼ばれることはない。公国の建国を決めたティルジット条約の第5条や、ザクセンへの移譲を決めた条約、公国を実質上解体したウィーン会議の決議の第1条では、全てフランス語で Duché de Varsovie と記載されている。
同様に、公国の憲法ではドイツ語で "Herzogtum Warschau" と記載されており、発行する硬貨にはラテン語で FRID·AVG·REX SAX·DVX VARSOV·（Fridericus Augustus, Rex Saxoniæ, Dux Varsoviæ; フリードリヒ・アウグスト、ザクセンの王、ワルシャワ公）と刻字されている。